# 지동원
지동원(池東沅, 1991년 5월 28일 ~ )은 대한민국의 축구 선수로 포지션은 센터포워드, 세컨드 스트라이커, 왼쪽 윙어이며 현재 K리그1 수원 FC 소속이다.

## 어린 시절
지동원은 전남 드래곤즈의 유소년 팀인 광양제철고등학교 축구부 출신이다. 2007년 대한축구협회 우수선수 해외유학 프로젝트에 선발되어 잉글랜드 레딩 FC로 축구 유학을 다녀오기도 하였다.

## 구단 경력

### 전남 드래곤즈
이후 2010년 신인 드래프트에서 유소년 우선 지명으로 전남 드래곤즈 1군 팀에 합류하였다. 2월 27일, 인천 유나이티드와의 K리그 홈경기에서 선발 출전하여 첫 프로 데뷔를 하였다. 이 경기에서 팀은 0 – 1로 패배하였다. 3월 28일, 강원 FC를 상대로 전반 1분만에 골을 넣었고, 이 골은 그의 첫 데뷔골이었다. 이후 5월 5일 전북 현대 모터스를 상대로 두 번째 골을 넣었는데 이 역시 전반 1분만에 득점하였고, 13,984명의 홈 팬 앞에서 팀이 3 – 2로 승리하는데 기여하였다. 7월 21일, FA컵에서 경남 FC를 상대로 세 골을 집어넣어 프로 데뷔 후 첫 해트트릭을 기록하였다. 이 경기는 무려 11골이 터진 7 – 4의 스코어로 전남이 승리하였다.

### 선덜랜드
2011년 6월 22일 선덜랜드로 350만 달러에 이적이 확정되었다. 등번호는 17번을 부여받았고, 프리시즌 독일 투어중 아르미니아 빌레펠트전에서 처음으로 출장했으며 달링턴 FC전에서 첫 골을 기록했다. 8월 13일 프리미어리그 2011-12 개막전인 리버풀 FC전에서 후반 21분에 아사모아 기안과 교체되어 출전하며 리그 데뷔전을 치렀다.
9월 10일 프리미어리그 2011-12 시즌 첼시 FC 전에서 후반에 교체 투입되어 데뷔골을 터뜨렸다. 이날 팀은 1 – 2로 패했다.
2012년 1월 2일 프리미어리그 2011-12 시즌 맨체스터 시티 전에서 후반 33분 교체 투입 후 인저리 타임 45+3분에 스테판 세세뇽의 어시스트를 받아 결승골을 터뜨리며 팀의 1 – 0 승리를 이끌었다.

### 아우크스부르크 임대
올림픽 이후 선덜랜드에 복귀했지만 그 해 프리미어리그에서 단 1경기밖에 출전하지 못해 임대가 추진되었다. 2013년 1월 1일 유럽 축구 소식에 정통한 관계자는 1월 1일(한국시간) "선덜랜드가 지동원의 독일 분데스리가 아우크스부르크로 임대를 허락했다. 2012년 12월 30일(한국시간) 마틴 오닐 감독이 지동원을 직접 만나 이야기를 나눈 뒤 임대 쪽으로 가닥을 잡았다"며 "임대 기간은 1년이고 상당한 금액의 임대료를 냈다"고 전했다. 등번호는 27번을 받았다.
임대 후 한명의 수비형 미드필더와 두명의 윙어, 두명의 중앙 미드필더 그리고 원톱을 두는 포메이션인 4-1-4-1 포메이션에서 공격수가 아닌 2선 미드필더로서 꾸준하게 선발 출전 기회를 부여받은 지동원은, 2월 23일 TSG 1899 호펜하임과의 리그 경기에서 분데스리가 데뷔골을 득점하였고, 4월 14일 아인트라흐트 프랑크푸르트와의 경기에서는 2호골과 3호골을 몰아 넣으며 2 – 0 승리를 만들어냈다. 4월 28일 VfB 슈투트가르트와의 경기에선 팀이 2 – 0으로 앞선 도중 승리에 쐐기를 박는 3번째 골을 득점하여 4호골을 기록했고, 강등의 운명이 걸린 리그 최종전 그로이터 퓌르트와의 경기에서, 2 – 1로 추격당하던 후반 29분 시즌 5호골이자 마지막 득점을 기록하여 3 – 1 승리를 이끌었다. 이 경기에서 승리함과 동시에 소속팀 아우크스부르크는 리그 순위 15위로 플레이오프를 거치지 않고 다음 시즌 분데스리가 잔류를 확정지었고, 지동원은 시즌 내 정규리그 17경기에 출전하여 매우 중요한 경기들에서 5골을 기록하여, 소속팀이 분데스리가에 잔류하는 데 혁혁한 공을 세웠다.

### 선덜랜드 복귀
2013년 7월 아우크스부르크와의 임대가 만료되었다. 아우크스부르크는 지동원의 완전 이적을 고려했으나, 선덜랜드 측에서 요구하는 이적료를 감당하지 못해 영입이 성사되지 않았다. 그러나 독일 무대에서 좋은 활약을 했기 때문에, 아인트라흐트 프랑크푸르트, SC 프라이부르크 등 많은 분데스리가 구단의 이적 제의를 받았는데, 심지어 전 시즌 UEFA 챔피언스리그 준우승을 차지한 명문팀인 보루시아 도르트문트에서도 500만 파운드라는 구체적인 금액으로 이적 제의를 했으나, 당시 선덜랜드의 사령탑이던 파올로 디 카니오 감독이 이를 거절했기 때문에, 결국 원 소속 팀인 선덜랜드로 복귀했다. 선덜랜드 복귀와 동시에, 등번호를 아우크스부르크 임대 시절과 같은 27번으로 변경하였다.
그러나 지동원은 이 시즌에도 새로 영입된 조지 앨티도어, 파비오 보리니 등과의 경쟁에 밀려 선덜랜드에서 많은 출전 기회를 부여받지 못했으며, 그 또한 부진한 모습으로 제대로 된 기량을 보여주지 못하였다. 결국 전반기 동안 단 7경기 출장(선발 2경기), 무득점에 그치며 다시금 이적설에 휘말렸다.

### 아우크스부르크
2014년 1월 16일 보루시아 도르트문트가 지동원이 7월 1일부로 팀에 합류한다고 공식 발표하였다. 이적료는 비공개이며 계약 기간은 4년이다. 한편 아우크스부르크는 지동원과 6개월 단기 계약을 체결하였다고 발표하여 6개월 간 아우크스부르크에서 활약한 후 도르트문트로 합류하게 되었다. 그리고 아이러니하게도 25일 자신의 친정팀인 보루시아 도르트문트전에서 교체투입되자마자 복귀골을 성공시켰다. 이 골은 동점골이었으며 팀은 2-2로 비겼다. 4-1-4-1 포메이션을 사용하는 아우크스부르크에서 최전방 원톱 스트라이커로 기용되었으나 복귀골 이후 더 이상 골을 넣지 못하고 12경기 1골이라는 민망한 성적을 남기고 보루시아 도르트문트로 합류했다.

### 보루시아 도르트문트
2014년 7월 1일 보루시아 도르트문트가 지동원의 영입을 공식 발표하였다. 23일 지동원은 프리시즌 경기에서 전반 45분을 소화하며 도르트문트 비공식 데뷔전을 치렀다.
그러나 프리시즌이후 부상과 임모빌레,라모스등이 영입되며 출전우선순위에서 밀리며 도르트문트 소속 공식데뷔전은 치르지 못하였다.

### 아우크스부르크
보루시아 도르트문트에서 잦은 부상과 치로 임모빌레, 아드리안 라모스 등 쟁쟁한 경쟁자들에게 밀려 많은 출전 기회를 잡지 못하였고 이적 후 반 시즌만에 2014-15 겨울 이적시장을 통해 아우크스부르크로 완전 이적하였다. 계약기간은 3년 6개월이다. 2016년 10월 1일 열린 분데스리가 6라운드 RB 라이프치히와의 경기에서 복귀골을 기록하였다. 이후 경쟁자인 핀보가손, 카이우비 등이 팀 전력에서 부상으로 이탈한 후 주전으로 도약하여 분데스리가 전반기 16라운드까지 전 경기 출장하며 16경기 3득점(팀내 최다득점)을 기록하였다.

## 국가대표팀 경력
지동원은 청소년 대표팀을 단계적으로 밟아 왔다. 2010년 8월, 국가대표팀 감독이 조광래로 새롭게 교체된 후 처음 성인 대표팀에 승선했으며, 11일 나이지리아와의 친선 경기에 교체 멤버로서 벤치에서 경기를 지켜봤으나 출전은 하지 못하였다.
2010년 11월 광저우 아시안 게임 동메달 결정전이었던 이란전에서 그는 후반전 종료 3분을 남겨 두고 동점골과 역전골을 터뜨리는 원맨쇼를 펼치며 대한민국의 역전승과 동메달 획득에 기여하였다. 그리고 카타르 아시안컵에 국가대표 최종 명단에 올랐으며, 12월 30일 아랍에미리트에서 열린 시리아와의 경기에서 후반전에 김신욱과 교체투입되었고 후반 36분 유병수의 도움을 받아, 19세 A매치 데뷔전에서 데뷔 골을 기록하였다. 2011년 1월 아시안컵에서도 도합 4골을 득점하여, 5골로 대회 득점왕에 오른 구자철과 함께 국가대표팀의 공격진을 이끌었다.
2011년 6월 7일 전주월드컵경기장에서 열린 가나와의 친선 경기에서 선제골을 기록하였다.
2012년 하계 올림픽에서 웨일스 카디프에서 열린 영국전에서 선제골을 득점하여 대한민국을 올림픽 사상 첫 준결승에 진출할 수 있게 한 골을 기록하여 국가대표팀 동메달 획득에 기여하였다.
2014년 브라질 월드컵 최종 명단에 이름을 올렸고 2경기에 교체로 출전하였다.
2015년 AFC 아시안컵 엔트리에서 탈락하였다
2017년 3월 25일 월드컵 예선 중국 전에서 경고 누적으로 인해 시리아전에서 황의조가 대체 발탁이 되었다.

## 경력 통계

### 구단 기록
2024년 10월 19일 기준
| 구단                   | 시즌    | 리그 | 리그 | 국내 컵 | 국내 컵 | 리그 컵 | 리그 컵 | 대륙 대회 | 대륙 대회 | 통산 | 통산 |
| 구단                   | 시즌    | 출장 | 득점 | 출장    | 득점    | 출장    | 득점    | 출장      | 득점      | 출장 | 득점 |
| ---------------------- | ------- | ---- | ---- | ------- | ------- | ------- | ------- | --------- | --------- | ---- | ---- |
| 전남 드래곤즈          | 2010    | 22   | 7    | 3       | 5       | 4       | 1       | -         | -         | 29   | 13   |
| 전남 드래곤즈          | 2011    | 11   | 3    | 2       | 0       | 2       | 0       | -         | -         | 15   | 3    |
| 선덜랜드               | 2011-12 | 19   | 2    | 1       | 0       | 1       | 0       | -         | -         | 21   | 2    |
| 아우크스부르크 (임대)  | 2012-13 | 17   | 5    | 0       | 0       | -       | -       | -         | -         | 17   | 5    |
| 선덜랜드               | 2013-14 | 5    | 0    | 1       | 0       | 1       | 0       | -         | -         | 7    | 0    |
| 아우크스부르크         | 2013-14 | 12   | 1    | 0       | 0       | -       | -       | -         | -         | 12   | 1    |
| 보루시아 도르트문트    | 2014-15 | 0    | 0    | 0       | 0       | -       | -       | -         | -         | 0    | 0    |
| 보루시아 도르트문트 II | 2014-15 | 5    | 0    | 0       | 0       | -       | -       | -         | -         | 5    | 0    |
| 아우크스부르크         | 2014-15 | 12   | 0    | 0       | 0       | -       | -       | -         | -         | 12   | 0    |
| 아우크스부르크         | 2015-16 | 21   | 0    | 2       | 1       | -       | -       | 6         | 1         | 29   | 2    |
| 아우크스부르크         | 2016-17 | 34   | 3    | 2       | 1       | -       | -       | -         | -         | 36   | 4    |
| 아우크스부르크         | 2017-18 | 3    | 0    | 0       | 0       | -       | -       | -         | -         | 3    | 0    |
| 다름슈타트 98 (임대)   | 2017-18 | 16   | 2    | 0       | 0       | -       | -       | -         | -         | 16   | 2    |
| 아우크스부르크         | 2018-19 | 14   | 4    | 2       | 0       | -       | -       | -         | -         | 16   | 4    |
| 마인츠 05              | 2019-20 | 4    | 0    | 0       | 0       | -       | -       | -         | -         | 4    | 0    |
| 마인츠 05              | 2020-21 | 6    | 0    | 1       | 0       | -       | -       | -         | -         | 7    | 0    |
| 브라운슈바이크 (임대)  | 2020-21 | 12   | 1    | -       | -       | -       | -       | -         | -         | 12   | 1    |
| FC 서울                | 2021    | 12   | 1    | -       | -       | -       | -       | -         | -         | 12   | 1    |
| FC 서울                | 2022    | 3    | 0    | 1       | 0       | -       | -       | -         | -         | 4    | 0    |
| FC 서울                | 2023    | 10   | 1    | -       | -       | -       | -       | -         | -         | 10   | 1    |
| 수원 FC                | 2024    | 32   | 6    | -       | -       | -       | -       | -         | -         | 32   | 6    |
| 통산                   | 통산    | 260  | 36   | 15      | 7       | 8       | 1       | 6         | 1         | 289  | 45   |

### 국가대표팀 득점 기록
스코어와 결과 리스트는 대한민국 국가대표팀의 득점을 먼저 기록하였다.(ex:스코어 1-0일 때 1이 대한민국)
| #  | 일시             | 장소                   | 상대 국가    | 득점  | 결과  | 경기 형식                               |
| -- | ---------------- | ---------------------- | ------------ | ----- | ----- | --------------------------------------- |
| 1  | 2010년 12월 30일 | 아랍에미리트, 아부다비 | 시리아       | 1 – 0 | 1 – 0 | 친선 경기                               |
| 2  | 2011년 1월 18일  | 카타르, 도하           | 인도         | 1 – 0 | 4-1   | 2011 AFC 아시안컵                       |
| 3  | 2011년 1월 18일  | 카타르, 도하           | 인도         | 3 – 1 | 4 – 1 | 2011 AFC 아시안컵                       |
| 4  | 2011년 1월 28일  | 카타르, 도하           | 우즈베키스탄 | 2 – 0 | 3 – 2 | 2011 AFC 아시안컵                       |
| 5  | 2011년 1월 28일  | 카타르, 도하           | 우즈베키스탄 | 3-0   | 3-2   | 2011 AFC 아시안컵                       |
| 6  | 2011년 6월 7일   | 대한민국, 전주         | 가나         | 1-0   | 2-1   | 친선 경기                               |
| 7  | 2011년 9월 2일   | 대한민국, 고양         | 레바논       | 3-0   | 6-0   | 2014년 FIFA 월드컵 아시아 지역 3차 예선 |
| 8  | 2011년 9월 2일   | 대한민국, 고양         | 레바논       | 6 – 0 | 6 – 0 | 2014년 FIFA 월드컵 아시아 지역 3차 예선 |
| 9  | 2015년 10월 13일 | 대한민국, 서울         | 자메이카     | 1 – 0 | 3 – 0 | 친선 경기                               |
| 10 | 2016년 10월 6일  | 대한민국, 수원         | 카타르       | 2 – 2 | 3 – 2 | 2018년 FIFA 월드컵 아시아 지역 3차 예선 |
| 11 | 2017년 10월 7일  | 러시아, 모스크바       | 러시아       | 2 – 4 | 2 – 4 | 친선 경기                               |

## 등번호

### 클럽
- 33번 (전남 드래곤즈, 2010년)
- 10번 (전남 드래곤즈, 2011년), (수원 FC, 2024년 ~ )
- 17번 (선덜랜드 AFC, 2011년 ~ 2012년)
- 27번 (아우크스부르크, 2013년)
- 27번 (선덜랜드 AFC, 2013년)
- 24번 (아우크스부르크, 2014년)
- 23번 (보루시아 도르트문트, 2014년)
- 22번 (아우크스부르크, 2015년)
- 9번 (다름슈타트 98, 2018년), (FC 서울, 2021년)

### 대표팀
- 18번 (2010년 아시안 게임)
- 10번 (2011년 AFC 아시안컵)
- 9번 (2012년 하계 올림픽), (2019년 AFC 아시안컵)
- 19번 (2014년 FIFA 월드컵)

## 가족
- 배우자
  - 강지은 (2017년 6월 ~ 현재)

## 수상 내역[11]
대한민국
- 아시안 게임 축구 : 동메달 (2010)
- 올림픽 축구 : 동메달 (2012)
- AFC 아시안컵 : 3위 (2011)

개인
- 대한축구협회 남자 최우수 선수상 : 2009
- FA컵 득점상 (2010)
- 제주시를 빛낸 시민상(2010)
- 2011년 AFC 아시안컵 맨 오브 더 매치 : vs. 우즈베키스탄 (3위 결정전)